# Gustaf Samuel Crusell
Gustaf Samuel Crusell, född 1810 i Tammela, Tavastland, död 1858 i Sankt Petersburg, var en finländsk läkare, kusins son till Bernhard Crusell.
Crusell blev student 1829, medicine licentiat 1838, t.f. provinsialläkare i Kajana 1839, medicine doktor 1840 och ordinarie provinsialläkare i Kexholm 1842. Han var den förste, som använde den då av läkarna redan glömda galvanismen såsom läkemedel. De kemiska egenskaperna i denna kraft hade nämligen dittills blivit förbisedda. Med understöd av universitetets dåvarande kansler reste han 1840 till Sankt Petersburg, där han 1841 utgav avhandlingen Über den Galvanismus als chemisches Heilmittel gegen oertliche Krankheiten, vartill sedermera kom tillägg under titeln Erster Zusatz zu der Schrift über den Galvanismus etc. (1842) samt Zweiter Zusatz etc. (1843) och Dritter Zusatz etc. (1844). 
Efter att ha övergivit ett av honom i Moskva inrättat "elektrolytiskt institut" fortsatte Crusell sin forskning i Sankt Petersburg och uppfann därvid de första metoderna inom galvanokaustiken. Av den finska högskolan kallades han 1857 till docent i medicinsk fysik, sedan han för denna plats försvarat en avhandling Om det utböjda pyrokaustiska hjulet och om pyrokaustiska knifven.